# Djerba
Djerba  er en ø beliggende på den sydlige del af østkysten af Tunesien ud til Middelhavet, tæt på Libyen.
Øen er omkring 514 km² stor og har ca. 106.000 indbyggere. Det er en smuk ø med mange oliventræer, kaktus, frugttræer, daddelpalmer og vin.
Der er lange sandstrande langs de store hotelområder. En dæmning fra El Kantara forbinder Djerba med fastlandet, og her er der mulighed for at besøge Matmata ved porten til Sahara.
Klimaet på Djerba er meget varmt om sommeren med temperaturer omkring 30-40 grader midt på dagen, og nætterne kan blive meget varme og med høj fugtighed. Resten af året er mere behagelig.
Øen har sin egen lufthavn Djerba-Melita (DJE) eller Djerba-Zarzis International Airport (DJE/DTTJ), og hovedbyen hedder Houmt Souk.
Området bebos mest af berbere, og sproget er arabisk, men flertallet taler også fransk. På hotellerne kan man klare sig med engelsk og tysk.
På den sydlige del af Djerba ligger byerne Ajim og El Kantara. 